# Jiří Šefčík
Jiří Šefčík (Jindřichův Hradec, Checoslovaquia, 14 de abril de 1973) es un deportista checo que compitió en remo. Su hermana Martina compitió en el mismo deporte.
Ganó una medalla de plata en el Campeonato Mundial de Remo de 1993, en la prueba de cuatro con timonel.

## Palmarés internacional
| Campeonato Mundial | Campeonato Mundial       | Campeonato Mundial | Campeonato Mundial |
| Año                | Lugar                    | Medalla            | Prueba             |
| ------------------ | ------------------------ | ------------------ | ------------------ |
| 1993               | Račice (República Checa) | Medalla de plata   | Cuatro con timonel |